# Sciophila pallipes
Sciophila pallipes är en tvåvingeart som beskrevs av Thomas Say 1824. Sciophila pallipes ingår i släktet Sciophila och familjen svampmyggor. Inga underarter finns listade i Catalogue of Life.